# Atys naucum
Atys naucum is een slakkensoort uit de familie Haminoeidae. De wetenschappelijke naam werd gepubliceerd in 1758 door Carl Linnaeus in de tiende editie van Systema naturae.